# Archipiélago de Bocas del Toro
El archipiélago de Bocas del Toro es un grupo de islas en el mar Caribe el cual se localiza al noroeste de la república de Panamá. Este conjunto de islas separa la bahía del Almirante y la laguna de Chiriquí, desde la apertura del mar Caribe. El archipiélago está localizado en el distrito de Bocas del Toro, en la provincia del mismo nombre. La ciudad principal es Bocas del Toro, también llamada pueblo de Bocas, en isla Colón.
Aquí se encuentra el parque nacional Isla Bastimentos, el cual fuera creado en 1988 y que ocupa gran parte de la isla.

## Islas del archipiélago
Entre las mayores del archipiélago, ordenadas según tamaño, están:
- Isla Colón (principal)
- Isla Popa
- Isla Bastimentos
- Isla de San Cristóbal
- Isla Cayo Agua
- Isla Solarte
- Isla Carenero

Adicionalmente incluye otras islas y numerosos cayos de menor extensión. Donde siempre es notoria la presencia de arrecifes coralinos.

## Transporte
En lugar de ruidosos automóviles, locales y turistas, usan por igual lanchas para desplazarse por sus cristalinas aguas de color turquesa, donde estrellas de mar y peces tropicales saludan a todos los visitantes con solo asomarse a la costa, cubierta por arena blanquecina.
Es posible trasladarse hacia las islas mediante los famosos taxis de agua (water-taxi) y embarcaciones privadas. Además, isla Colón es accesible por avión, transbordadores y navíos privados.
El Aeropuerto Internacional Bocas del Toro, Isla Colón (IATA: BOC) está situado justo al oeste del pueblo de Bocas, proporciona el transporte aéreo desde y hacia las islas.
Los ferries brindan servicio de transporte al pueblo de Bocas desde las localidades de Almirante, Changuinola y Chiriquí Grande.